# Mareny de Barraquetes
Mareny de Barraquetes, anteriorment el Mareny, és una localitat del País Valencià, que pertany a la província de València, antiga pedania del municipi de Sueca. Des del 12 de desembre de 1999 és una entitat d'àmbit territorial inferior al municipi (EATIM), o entitat local menor, dins del terme municipal de Sueca.
Mareny de Barraquetes està enclavat de ple en el Parc Natural de l'Albufera de València i al costat de la mar. Té com a localitats més properes Sueca a 7 km, a 28 km de València i a 9 km de Cullera. Compta amb un vídeo turístic

## Història
El seu topònim Mareny vol dir maresme, és a dir, zona molt propera a la mar i que s'inunda fàcilment. Per altra banda, el terme Barraquetes ens indica el tipus d'hàbitat que era freqüent en tota la zona, barraques construïdes amb canyes i fang, materials procedents dels maresmes i del cordó dunar.
L'origen històric dels primers assentaments humans en aquesta zona, es remunta al període de la dominació romana, quan les colònies focenses s'establiren a prop de Sicània, sent Mareny de Barraquetes una d'elles. Va subsistir a través dels segles, com a alqueria. Els primers antecedents històrics, els quals es troben en el primer padró d'habitants de veïns que es va fer a Sueca l'any 1795, per ordre governativa per a la confecció de la quinta, ja que a Espanya tenia lloc la guerra contra la França Revolucionària del Directori (1793-1795). Així mateix, fins al padró de 1845 no tenim un llistat de veïns específicament, de Mareny, amb nou barraques.
Els seus habitants, es dediquen principalment a l'agricultura. Al segle passat el nucli de població basava la seua economia principalment en la pesca. Existien tres pesqueres on vivien famílies que es dedicaven a la pesca en aigua dolça (en els canals provinents del Xúquer).
Actualment existeix una pesquera, on es continua aquesta tasca, amb modernes instal·lacions i que han persistit fins a l'actualitat.

## Demografia
| 1879 | 1902 | 1914 | 2001 | 2003 | 2005 | 2007 | 2009 | 2011 |
| ---- | ---- | ---- | ---- | ---- | ---- | ---- | ---- | ---- |
| 293  | 512  | 1500 | 710  | 715  | 717  | 742  | 742  | 760  |

## Agricultura

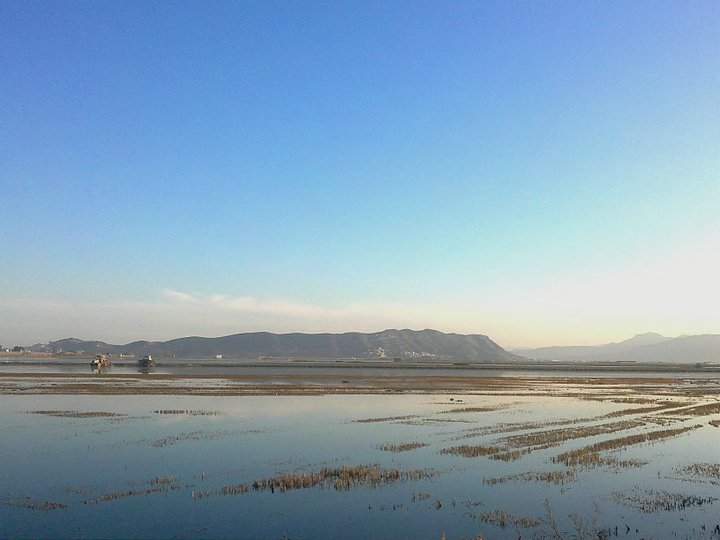
Camps de Cultiu, coneguts com "La Partida" amb vistes a Cullera.

Es tracta de la seua activitat principal, majoritàriament d'hortalisses. El fet de ser cultivades a la sorra de la platja, els confereix una qualitat organolèptica que les fa molt apreciades pels consumidors. Coneguts són les seus tomaques, pebrots i melons.
El major èxit dels habitants de Mareny, ha sigut transformar, amb moltíssim d'esforç, les improductives terres pantanoses en fèrtils camps de cultiu. El paisatge agrari contempla un mosaic de séquies per al reg, encerclaments com les estacades de baladres o les canyes anomenades "bardisses", per a protegir el cultiu de l'aire de la mar.
Actualment la majoria de la població es dedica encara a l'agricultura en xicotetes parcel·les. La superfície mitjana d'explotació es troba al voltant de les 7-8 fanecades dedicades a l'horticultura i destinada tant al comerç interior com a l'exportació. La Cooperativa Agropecuària de Mareny de Barraquetes compta amb 170 socis. Ofereix una àmplia gamma de productes de temporada: tomaques, albergínies, pebrots, cebes, creïlles, carabassons, cogombres, melons d'Alger i de tot l'Any, entre d'altres. La majoria dels seus socis són productors. D'entre els seus cultius s'han de destacar la producció de tomaca valenciana, amb una merescuda fama pel seu suc i pel seu sabor.

## Clima

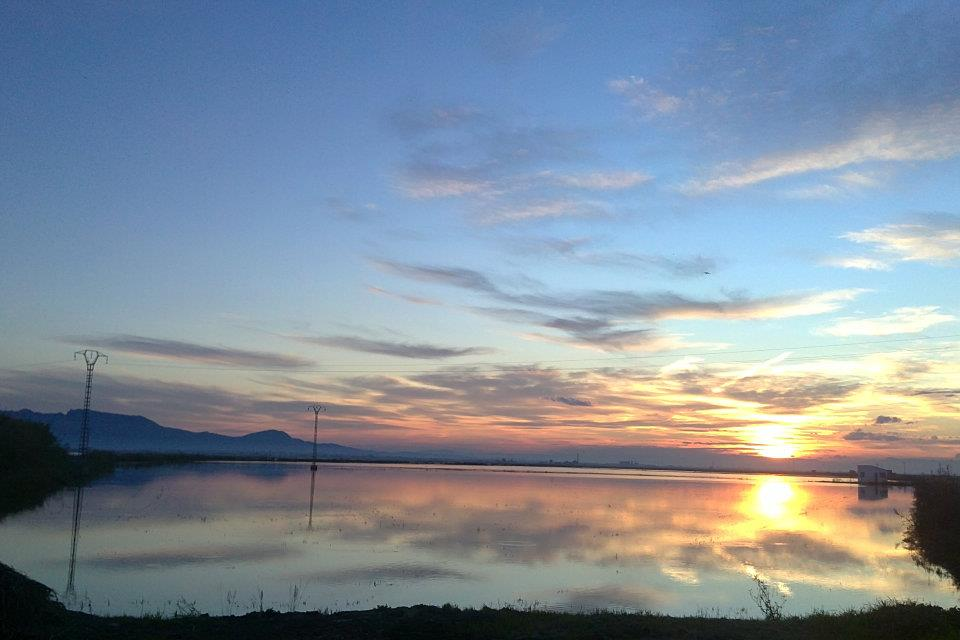
Capvespres típics visibles des del mirador del Favat.

El clima (igual com el de tota la zona dels "Marenys") és mediterrani (Csb segons Köppen), amb una humitat relativa mitjana del 85% i molt influenciat pel seu peculiar i dur règim de vents, que per ser tan inusualment intensos i persistents li atorguen unes condicions climatològiques diferents a les de les localitats més properes. Amb estius càlids, hiverns freds i primaveres i tardors inestables. El seu règim pluviomètric es regeix pels temporals de llevant i les tempestes estivals. Han arribat a produir-se nevades esporàdiques a l'hivern ajudades pels corrents freds locals. A causa dels vents i de la seua orografia, és una zona una mica propícia a la formació de tornados d'intensitat lleu i trombes marines ("mànigues"). Quan el vent concedeix un descans, la intensa boira sol ser la protagonista i deixa pas a dies de calma brillant. (Ref. Observació meteorològica de la comarca de La Ribera).
També la temuda gota freda fa acte de presència en tota la zona i adquireix intensitats devastadores als mesos de setembre i octubre.
El seu microclima difereix totalment del de la seua localitat veïna, Cullera, que és molt més suau.
| Pluja anual mitjana | Temperatura mitjana anual | Temperatura mitjana mesos càlids | Temperatura mitjana mesos freds |
| ------------------- | ------------------------- | -------------------------------- | ------------------------------- |
| 601 l/m2            | 17º                       | 29.5º                            | 6.1º                            |

## Platja del Rei

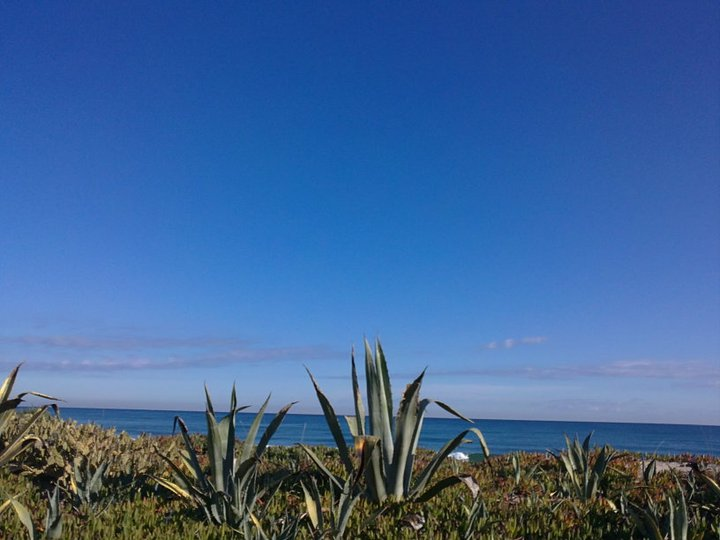
Cordó dunar autòcton.

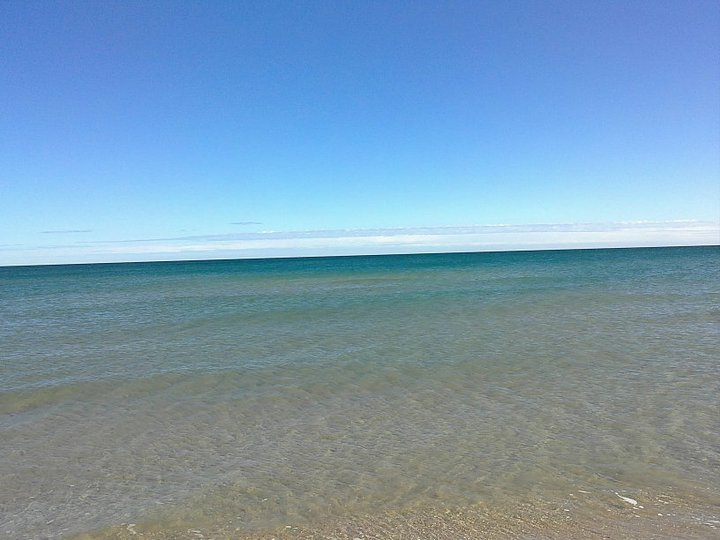
Platja del Rei

La platja de Mareny de Barraquetes, amb 900 metres de costa, és una platja no urbanitzada, de sorra molt fina sent una de les poques que queden encara amb cordó dunar. A més a més, aquesta platja sol comptar amb la Bandera Blava i la Bandera Q, de Qualitat Turística.
Té un passeig marítim per on a la gent li agrada passejar, i on té lloc en les vesprades d'estiu, un mercat ambulant que atrau a molts turistes.
Aquesta platja és coneguda pels surfistes a causa de les seues fortes ràfegues de vent tèrmic d'origen SE a l'estiu. El kitesurf s'ha posat de moda a la zona en els últims anys, ja que s'han arribat a fer exhibicions de surfistes d'àmbit autonòmic.
Els vents dominants són els d'origen marítim, el de Llevant (E) i el de Gregal (NE). Tots dos solen portar fortes pluges a aquesta regió. També el Mestral, component NO associada als dies més gèlids d'hivern, s'acarnissa amb força durant bona part de l'hivern en aquesta peculiar zona de la costa valenciana.
A la costa abunda la recol·lecta de tellines i a pocs metres els musclos, percebes, polps i congres principalment.

## Gastronomia
La riquesa gastronòmica de Mareny de Barraquetes, converteix en un veritable plaer tastar els autèntics plats de l'Albufera i el Mar Mediterrani. La cuina marenyera sap treure el màxim profit als productes de la terra, donat que, aprofitar els productes que es tenen més a mà s'ha convertit en tot un art. L'anguila, el marisc, l'arròs i les hortalisses són la matèria primera més corrent en els plats locals.
La paella té infinitat de variacions i matisos, però a banda dels diferents tipus de paella i arrossos, també s'ha desenvolupat altre tipus de cuina molt tradicional: anguiles al forn, cebollada d'anguila, "espardenyà", all i pebre, truita d'angules, caldereta de rap i llagosta, remenat d'anguila i ou, anguiles a la planxa amb salsa verda.
La rebosteria, igual que aquests suculents plats, mereix la seua distinció. Són nombrosos els turistes que s'apropen a aquesta localitat per a comprar dolços típics sota la denominació d'origen de Mareny, que actualment tenen una fama merescuda. Entre ells podem trobar: la coca de llanda o coca morena, coques de carabassa, coques de cacauet, coques de llard de porc, coques de nous i panses, pastissos de moniato, braç de gitano, bunyols de carabassa, pastissos d'ametlla, coques de mistela, pastís de iogurt, pilotes d'ametlló, rotllos de caterina, rotllos de Sant Blai, etc.

## Política

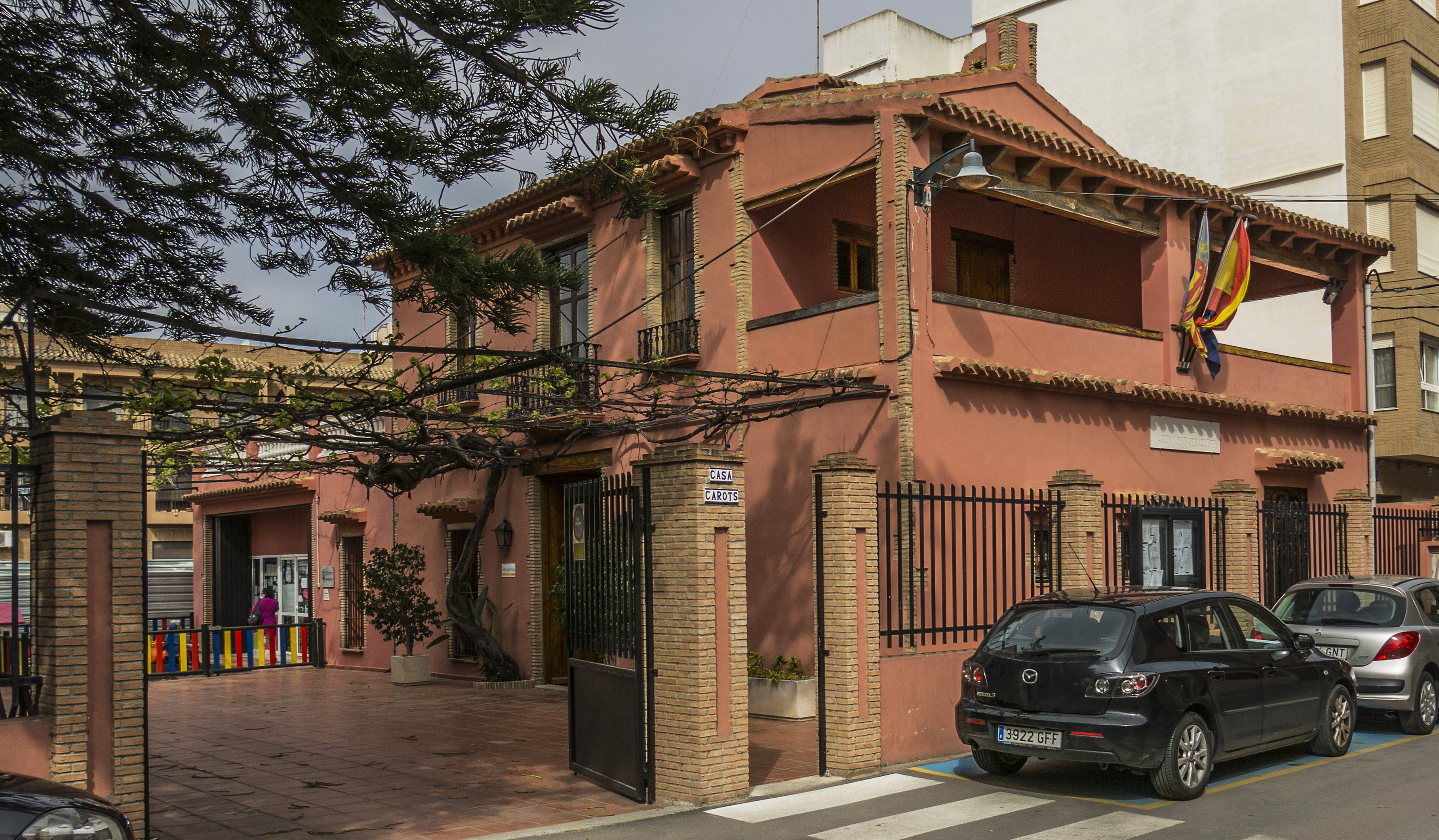
Casa Carots, ajuntament

| Legislatura | Batlle                 | Partit Polític |
| ----------- | ---------------------- | -------------- |
| 1999 - 2003 | Vicent Oliver i Pedrós | PIPM           |
| 2003 - 2007 | Vicent Oliver i Pedrós | PIPM           |
| 2007 - 2011 | Jordi Sanjaime i Vivó  | PSPV-PSOE      |
| 2011 - ara  | Jordi Sanjaime i Vivó  | PSPV-PSOE      |

## Accessos
Les seues vies de comunicació permeten un fàcil accés a les ciutats de València i de Cullera per la carretera del Saler CV 500. Es troba així mateix a 6 km de la ciutat de Sueca on enllaça la carretera N-332. Fàcil accés des de Castelló i Alacant per l'Autopista de Mare Nostrum A-7.
- Amb avió: L'Aeroport internacional de Manises (37 km).
- Amb vaixell: Ports comercials de València i Dénia.
- Servei de tren de rodalia des de Sueca (línia València - Gandia).
- Servei d'autobusos tots els dies (línies València - Far de Cullera), (línia Sueca - El Perelló)

#### Carreteres
Les principals vies d'accés al Mareny de Barraquetes són:
| Identificador | Itinerari                        |
| ------------- | -------------------------------- |
| CV-500        | Sueca – Mareny de Barraquetes    |
| CV-502        | Mareny de Barraquetes - Cullera  |
| CV-500        | Mareny de Barraquetes - València |

## Llocs d'interés

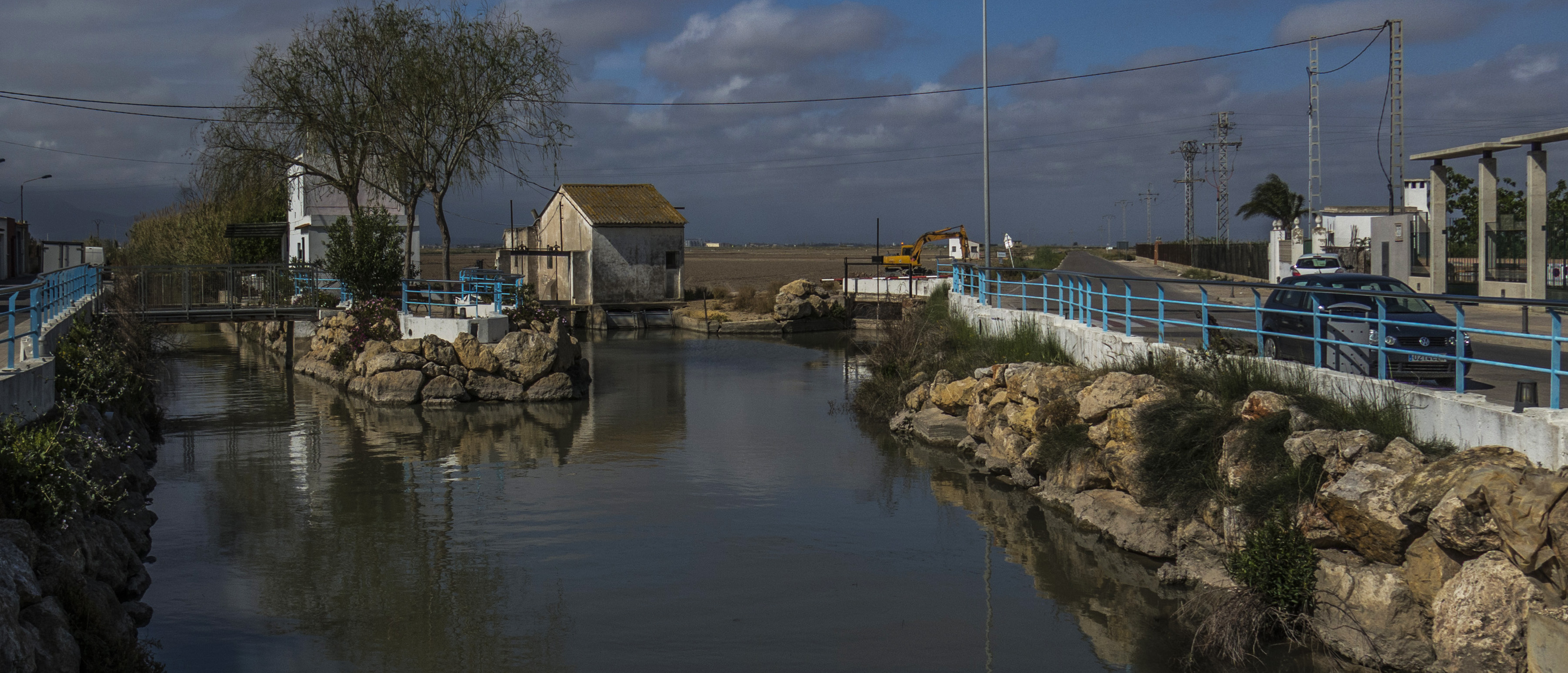
Mirador del Favat

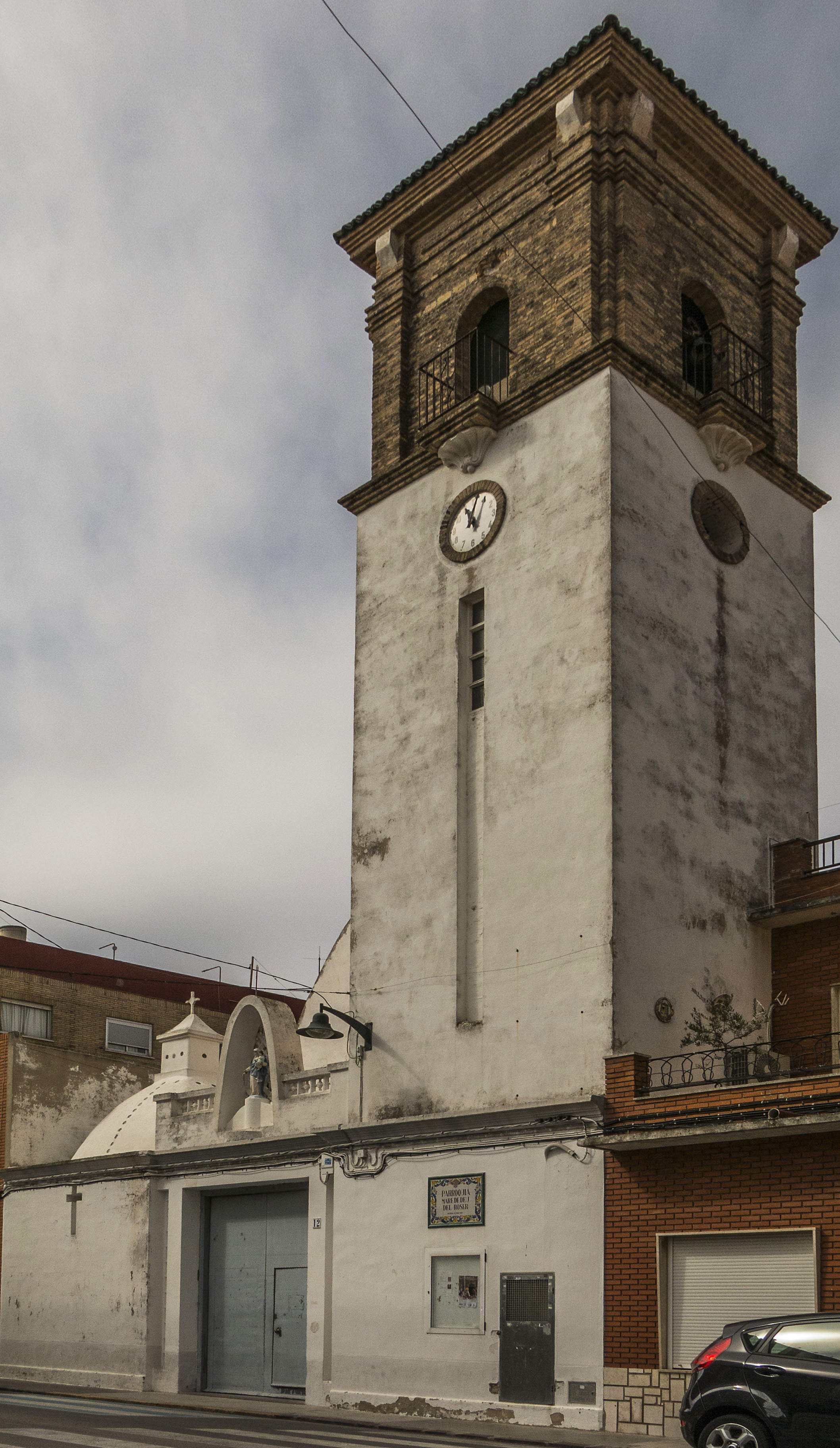
Església de la Mare de Déu del Roser

Si vosté visita aquesta localitat, no se'n pot anar sense haver visitat "La Placeta" i la seua església de la Verge del Roser, llocs de Mareny de Barraquetes que fan d'aquesta localitat, un lloc peculiar i per això són emblema per a tots els seus habitants i també turistes.
Es fa obligatòria la visita a "El Casino", seu social des de 1950 aproximadament.
Cal destacar també la importància de la famosa Gola del Mareny, on una multitud d'espècies de peixos habiten en un xicotet tros d'aigües salobres molt cristal·lines. La Gola és una desembocadura natural dels canals del riu Xúquer, que creuen el Mareny, al Mar Mediterrani. N'és una zona on molts pescadors es reuneixen i practiquen la seua afició a la pesca.
La Casa Carots, seu actual de l'ajuntament, és una de les cases amb més història del Mareny, amb anècdotes populars i a la volta molt interessants. L'edifici compta amb més de cent anys d'antiguitat, igual que alguns arbres del seu jardí.

## Festes i esdeveniments
La població del Mareny, rica en festes populars, celebra la seua festa més important; les festes patronals en honor de la Verge del Roser. Cavalcades, disfresses, revetlles, i focs d'artifici formen part d'aquesta festa.
Ha de ser esmentada la cavalcada de Les Carrosses Arxivat 2011-01-28 a Wayback Machine. Una desfilada que evoca el cinema, la televisió i escenes quotidianes de la vida, perquè la població puga gaudir d'una desfilada carregada de fantasia i alegria.
En la decoració i construcció de les carrosses imperen l'enginy i l'originalitat. La tasca és purament artesanal i la desfilada circula al pas de tractors, junt a joves disfressats damunt les carrosses, que donen a l'escena una nota d'humor. Aquestes festes tenen un ampli caràcter popular participant animadament veïns i visitants.
Aquesta població també celebra les populars festes de les Falles al mes de març, disposant d'una comissió fallera anomenada "Sol i Tarongers" que organitza cercaviles, revetlles, concursos, focs d'artifici, el monument faller...
Des de fa uns anys s'han consolidat les festes de "Sant Roc", amb algunes celebracions populars que acosten els turistes de la platja, al nucli urbà.
El dia 7 d'octubre se celebra la festa del reconeixement com a Entitat Local Menor del Mareny de Barraquetes respecte del municipi de Sueca, fent coincidir el dia de la Verge del Roser, la patrona del poble des de 1850.
Una de les tradicions amb més arrelament són les anomenades "càbiles". Se celebren en gener durant l'última setmana de caça. Els caçadors es reuneixen en les diverses casetes del vedat per a caçar i dedicar-se a l'elaboració i degustació de la millor gastronomia tradicional.